# Добросав Крстић (фудбалер)
Добросав Крстић (Нови Сад, 5. фебруар 1932 — Нови Сад, 4. мај 2015) био је српски и југословенски фудбалер.

## Каријера
За Војводину је у периоду од 1950. до 1962. године одиграо укупно 440 утакмица и постигао 89 голова. На крају каријере је играо за француски Сошо и био проглашен за играча године у Француској.
За репрезентацију Југославије је одиграо 30 утакмица, постигао је један гол, против Грчке у квалификацијама за Светско првенство 1958. године. Наступио је 1956. на олимпијском турниру у Мелбурну (Аустралија) био члан екипе која је освојила сребрну медаљу. Био је у саставу репрезентације Југославије која је играла на Светском првенству 1958. године у Шведској.

## Голови за репрезентацију
| #  | Датум              | Место   | Противник | Гол | Резултат | Такмичење                                |
| -- | ------------------ | ------- | --------- | --- | -------- | ---------------------------------------- |
| 1. | 10. новембар 1957. | Београд | Грчка     | 2:0 | 4:1      | Квалификације за Светско првенство 1958. |